# یواس‌اس اس‌سی-۴۹
یواس‌اس اس‌سی-۴۹ (به انگلیسی: USS SC-49) یک زیردریایی بود که طول آن ۱۱۰ فوت (۳۴ متر) بود. این زیردریایی در سال ۱۹۱۸ ساخته شد.